# Vlag van Drimmelen

Gemeentevlag van de gemeente Drimmelen

De vlag van Drimmelen is de gemeentevlag van de Noord-Brabantse gemeente Drimmelen. Naar aanleiding van het 25-jarig bestaan van de gemeente is het initiatief genomen om een eigen gemeentewapen en gemeentevlag te ontwerpen. De vlag is op 10 oktober 2024 vastgesteld en is gebaseerd op het in maart van hetzelfde jaar vastgestelde gemeentewapen van Drimmelen. De vlag is ontworpen door René van Troost, vlaggen en wapen deskundige die ook nauw betrokken was bij de totstandkoming van het gemeentewapen.

## Beschrijving
De beschrijving van de vlag luidt: 
De vlag bestaat uit golvende banen van gelijke hoogte in afwisselend geel en blauw. Er zijn in totaal drie blauwe banen die twee keer de bovenzijde en drie keer de onderzijde van de vlag raken. In het midden van de vlag is een zwart schild geplaatst met drie witte schuinkruizen, waarvan er twee boven staan en één midden onder.

## Symboliek
De gele en blauwe banen vertegenwoordigen Made en Drimmelen, Terheijden (en Wagenberg) en Hooge en Lage Zwaluwe. De kleuren geel en blauw komen dan ook van oude gemeentevlaggen en gemeentewapens. De drie blauwe golvende banen symboliseren bovendien het water dat een belangrijke rol speelt in de gemeente; Drimmelen, "de voortuin van de Biesbosch" wordt begrensd door het water van de Amer, de Mark en het Wilhelminakanaal. In de geschiedenis werd het lot van de dorpen in dit gebied al bepaald door het water, als nederzettingen langs de middeleeuwse Maas, en de Sint-Elisabethsvloed van 1421 die veel van de plaatsen compleet verwoeste en dwong elders te herbouwen. In het midden van de vlag is het oude wapenschild van de heerlijkheid Drimmelen geplaatst. Dit wapen stamt al van voor 1402 en is daarmee met afstand het oudste wapen uit de gemeente en een van de oudste gemeentewapens van Nederland.

## Eerdere vlag

Logovlag in gebruik tussen 1998 en 2024

Van 1998 tot 2024 gebruikte de gemeente een logovlag die het gemeentelogo op een witte achtergrond toonde. Logovlaggen worden niet opgenomen in het vlaggenregister van de Hoge Raad van Adel omdat ze zich niet aan de regels van de vlaggenleer houden. De vlag was wel officieel bij gemeenteraadsbesluit op 25 april 1998 aangenomen maar werd weinig gebruikt en vertegenwoordigde vooral de ambtelijke organisatie.
De gemeente gebruikte naast deze vlag ook variaties waar de naam en de slogan van de gemeente aan waren toegevoegd, inclusief blauwe en groene golvende banen boven en onderin. Ter ere van World Coming Out Day was er ook een inclusieve regenboogvlag versie gemaakt.

## Verwante afbeeldingen

Verwante vlaggen
De vlag van Made en Drimmelen
De vlag van Terheijden
De vlag van Hooge en Lage Zwaluwe

Verwante wapens
Het wapen van Drimmelen
Wapen van Willem van Drimmelen omstreeks 1400 (Wapenboek Beyeren)
Wapen van heerlijkheid Drimmelen

Alphen-Chaam · Altena · Asten · Baarle-Nassau · Bergeijk · Bergen op Zoom · Bernheze · Best · Bladel · Boekel · Boxtel · Breda · Cranendonck · Deurne · Dongen · Drimmelen · Eersel · Eindhoven · Etten-Leur · Geertruidenberg · Geldrop-Mierlo · Gemert-Bakel · Gilze en Rijen · Goirle · Halderberge · Heeze-Leende · Helmond · 's-Hertogenbosch · Heusden · Hilvarenbeek · Laarbeek · Land van Cuijk · Loon op Zand · Maashorst · Meierijstad · Moerdijk · Nuenen, Gerwen en Nederwetten · Oirschot · Oisterwijk · Oosterhout · Oss · Reusel-De Mierden · Roosendaal · Rucphen · Sint-Michielsgestel · Someren · Son en Breugel · Steenbergen · Tilburg · Valkenswaard · Veldhoven · Vught · Waalre · Waalwijk · Woensdrecht · Zundert